# Zdole (Krško, Slovenija)
Zdole je naselje u Općini Krško u istočnoj Sloveniji. Zdole nalazi u pokrajini Štajerskoj i statističkoj regiji Donjoposavskoj. 

## Stanovništvo
Prema popisu stanovništva iz 2002. godine Zdole je imalo 255 stanovnika.

## Vanjske poveznice
- Satelitska snimka naselja  Arhivirana inačica izvorne stranice od 29. srpnja 2017. (Wayback Machine)